# Duidania
Duidania é um género botânico pertencente à família Rubiaceae.